# Cảm biến CCD

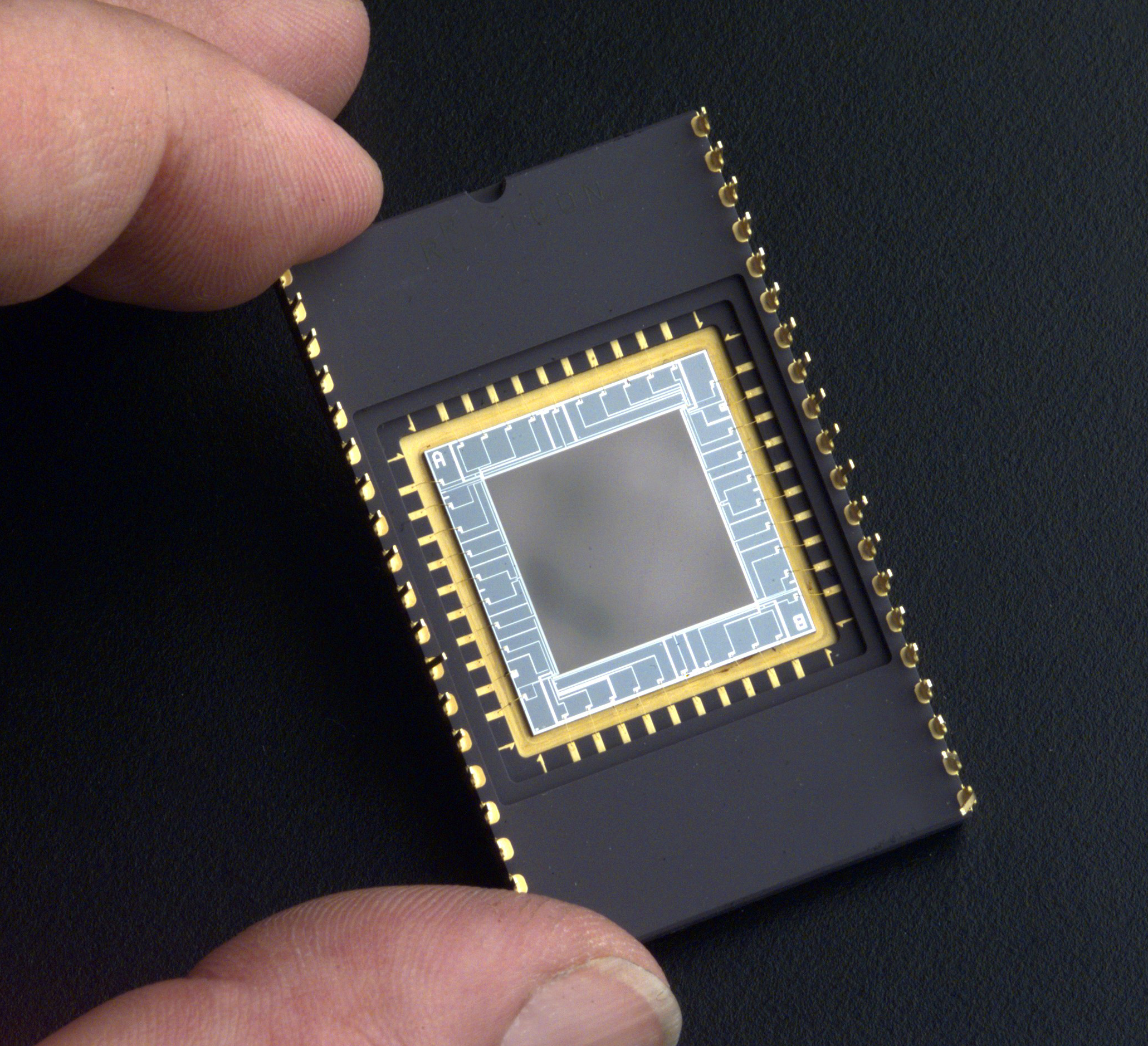
Một cảm biến CCD thu hình ảnh tia cực tím lắp trên đế nền, dùng trong thiên văn

Cảm biến CCD (viết tắt của Charge Coupled Device trong tiếng Anh và có nghĩa là "linh kiện tích điện kép") là cảm biến chuyển đổi hình ảnh quang học sang tín hiệu điện trong các máy thu nhận hình ảnh.
Nó là một trong hai loại cảm biến dùng phổ biến trong các máy thu ảnh kỹ thuật số hiện nay, trong đó tín hiệu được số hóa bằng chip ADC nhanh.
- Cảm biến CCD mảng diện hai chiều được sử dụng trong camera video, webcam, máy ảnh kỹ thuật số, kính nhìn đêm (Night vision),...
- Cảm biến CCD dòng đơn được dùng trong máy fax, máy scan các kiểu, và máy đo quang phổ.

Phần tử quan trọng nhất của cảm biến CCD là photodiode thực hiện chuyển đổi ánh sáng sang điện tích. Nó cùng loại với photodiode trong Pin mặt trời. Điểm khác ở chỗ được chế ra ở dạng siêu nhỏ để thu nhận điểm ảnh trong tấm ảnh chung, và ở giải pháp kỹ thuật để cho ra ảnh trung thực nhất có thể, và điểm quan trọng nhất: nó hoạt động theo cơ chế của thanh ghi dịch mà nhờ đó thu được hình ảnh của một dòng không cần nhiều đầu dây nối.

Cơ chế thanh ghi dịch của CCD: Chùm điện tích được thu thập trong hố điện thế nhờ điện áp dương đặt vào cực gate G. Bố trí trình tự cấp điện hợp lý sẽ chuyển được chùm điện tích

## Lịch sử

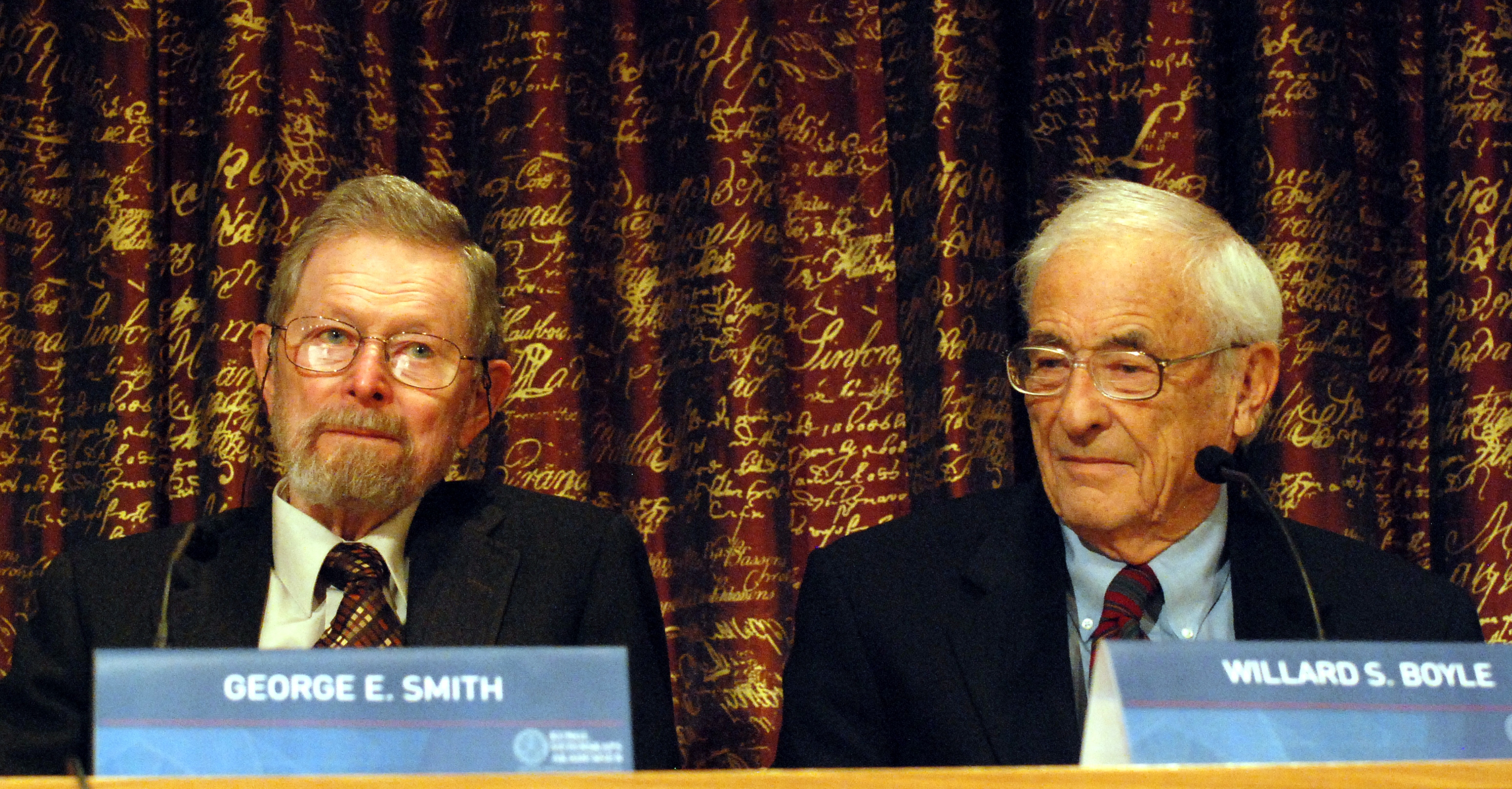
George E. Smith và Willard Boyle, 2009

Nguyên gốc CCD được AT&T Bell Labs phát triển năm 1969 làm bộ nhớ dạng thanh ghi dịch. Tuy nhiên, người ta đã nhanh chóng nhận ra rằng linh kiện này nhạy cảm với ánh sáng và dễ dàng dùng cho thu nhận hình ảnh hai chiều. Năm 1970, Michael F. Tompsett ở Philips Research Labs phát triển và được cấp bằng sáng chế đầu tiên (Patent 4.085.456) về cảm biến CCD thu nhận hình ảnh.
Từ năm 1975 cảm biến CCD với số lượng pixel đủ cho camera TV đã được sản xuất. Từ 1983 cảm biến CCD được sử dụng cho thu hình ảnh trong thiên văn học và cho camera trên vệ tinh viễn thám.
Các nhà phát minh ra cảm biến CCD là Willard Boyle và George E. Smith được trao giải Nobel Vật lý năm 2009.

Mảng lọc màu RGB kiểu Bayer trên một cảm biến CCD

## Đặc điểm cấu tạo
Cảm biến CCD thực hiện biến đổi ánh sáng tới thành tín hiệu điện nhờ các photodiode và các mạch hỗ trợ. Nó được thiết kế và chế tạo theo công nghệ vi mạch hay công nghệ microchip, trên nền đơn tinh thể silicon, tương tự các chip khác như bộ xử lý trung tâm (CPU) của máy tính, chip nhớ,...
Bề mặt chip CCD là mảng các pixel điện tử để thu nhận hình ảnh. Ví dụ chip CCD có kích thước 2.5 x 2.5 cm thì có thể có 1024x1024 hay là 2048 x 2048 pixel trên bề mặt.

Đồ thị Hiệu suất lượng tử (Quantum efficiency) theo bước sóng của CCD chip ở Wide Field and Planetary Camera 2 trên Kính thiên văn không gian Hubble

Ngày nay photodiode có dạng bề mặt vuông, chữ nhật hoặc đa giác, kích thước từ 1,4 µm đến hơn 20 µm, cho phép đạt mật độ cao cỡ mega pixel cho một CCD có diện tích 1 inch vuông, mà trong khẩu ngữ quen gọi chỉ số Mega là "chấm" của máy ảnh số. Mật độ pixel xác định độ phân giải hình ảnh. Mặt khác công nghệ vi xử lý đã thực hiện nội suy điểm ảnh đến giới hạn mà độ chính xác của chuyển đổi ánh sáng sang điện tích cho phép, tức là số pixel ảnh xuất ra cao hơn số photodiode của chip.
Suất hấp thụ ánh sáng của photodiode trong CCD khá cao, đạt 70% lượng ánh sáng tới, so với phim màu chỉ cỡ 2 - 10 %. Nhờ vậy có thể chụp ảnh tại nơi thiếu ánh sáng.
Cảm biến CCD màu hoặc cảm biến dành riêng cho vùng phổ ánh sáng xác định, thì phải bố trí lọc ánh sáng.
- Cảm biến màu trong camera chuyên nghiệp thì tách ánh sáng trước khi đưa lên cảm biến, và bố trí Cảm biến riêng cho vùng phổ đó.
- Cảm biến màu thông thường thì phủ mảng lọc màu, ví dụ mảng lọc màu kiểu Bayer, song le màng lọc hấp thụ mất chừng 2/3 lượng ánh sáng.[4]